# Christian Schwochow
Christian Schwochow (IPA: [ˈkʁɪsti̯a(ː)n ˈʃvɔxoː]; Bergen auf Rügen, 23 settembre 1978) è un regista tedesco.
Ha diretto più di 10 film dal 2005. Schwochow ha anche diretto alcuni episodi della terza, quinta e sesta stagione della serie Netflix The Crown.

## Biografia
Christian Schwochow è nato nell'isola di Rügen, di fronte alle coste settentrionali della Pomerania Occidentale nella Repubblica Democratica Tedesca. Heide Schwochow, sua madre, è una premiata sceneggiatrice. È cresciuto a Lipsia, Berlino Est e (dopo il 1990) Hannover. Ha iniziato a fare esperienze lavorative nelle produzioni di radiodrammi per il servizio radiofonico della Germania orientale mentre era ancora un bambino.

## Filmografia parziale
- Die Unsichtbare (2011)
- Der Turm – film TV (2012)
- West (Westen) (2013)
- Paula (2016)
- Bad Banks – miniserie TV, 6 episodi (2018)
- The Crown – serie TV, 7 episodi (2019-2023)
- Deutschstunde (2019)
- Je Suis Karl (2021)
- Monaco - Sull'orlo della guerra (Munich – The Edge of War) (2021)